# Walenty Andrychiewicz
Walenty Cyprian Wincenty Andrychiewicz v. Andrychewicz herbu Róża Czerwona (ur. 11 lutego 1787 w Warszawie, zm. 22 września 1849 tamże) – polski wojskowy ormiańskiego pochodzenia, pułkownik, generał brygady, generał powstania listopadowego oraz kawaler Orderu św. Anny II kl. z koroną cesarską, Krzyża Wojskowego Kawalerskiego Virtuti Militari i Znaku Nieskazitelnej Służby za lat 20.

## Życiorys
Był synem Franciszka Andrychiewicza, sekretarza komisji skarbu i działacza powstania z 1794 roku i Karoliny Sowińskiej, siostry gen. Józefa Sowińskiego. Brat Wincentego Andrychiewicza.
Służbę wojskową zaczynał w 1802 r. w armii pruskiej i uczestniczył w kampanii antynapoleońskiej 1805 r. Pod Jeną dostał się do niewoli. Po uwolnieniu, w roku 1807 wstąpił do armii Księstwa Warszawskiego. W kampaniach roku 1807, 1809 oraz lat 1812-1813 walczył pod Wrzonowem, Sandomierzem, Raszynem. Od 1813 r. służył w Modlinie, a po kapitulacji dostał się do niewoli.
W 1815 r. wstąpił do armii Królestwa Polskiego. Służył w 6. ppl (pułk piechoty liniowej) oraz 3. ppl im. Jego Książęcej Wysokości Konstantego Nikołajewicza, którego następnie został dowódcą (Pułkownikiem). Głównodowodzący armią czynną nie uważa ich za niebezpiecznych, pozostawił ich w Warszawie i jego zarządzenie zostało zatwierdzone przez Jego Wysokość 20 listopada 1831 roku.
W powstaniu listopadowym 1831 r. początkowo był dowódcą 1 Brygady 2 Dywizji Piechoty później 2 Brygady 3 Dywizji Piechoty. Na generała brygady awansował 9.03.1831 r.
Od 11 do 28 września 1831 r. był dowódcą 1 Dywizji Piechoty. Brał czynny udział w bitwach pod Grochowem, Dobrem. Wziął także udział w operacji pod Liwcem.
Przez pewien czas był gubernatorem przedmieścia praskiego. W czasie szturmu armii Paskiewicza na Warszawę bronił Mokotowa i Królikarni. Był jednym z dzielniejszych generałów powstania listopadowego. Po upadku powstania powrócił do Modlina. Skorzystał z amnestii i przeniósł się do Warszawy, gdzie zmarł w 1849 r.
Był wolnomularzem.
Pochowany został w katakumbach na cmentarzu Powązkowskim w Warszawie (rząd 97-5).

## Odznaczenia
- Krzyż Kawalerski Virtuti Militari
- Order św. Anny z koroną[8].
- Znak Honorowy za 20 lat służby. W 1830 roku[9].